# Kościół Miłosierdzia Bożego w Rzepienniku Strzyżewskim
Kościół Miłosierdzia Bożego w Rzepienniku Strzyżewskim – rzymskokatolicki kościół parafialny należący do dekanatu Ciężkowice diecezji tarnowskiej.

## Historia kościoła
Jest to świątynia wzniesiona w 1947 roku z inicjatywy księży Bochenków i fundacji mieszkańców wsi. Autorem projektu świątyni jest architekt Zbigniew Rzepecki, natomiast pracami budowlanymi kierował budowniczy Adolf Boratyński. Poświęcony został przez bpa Jana Stepę 26 czerwca 1949.  
Kościół został wzniesiony w stylu modernistycznym, jest budowlą murowaną, wybudowaną z kamienia, cegły i betonu i otynkowaną. Świątynia składa się z nawy otoczonej przybudówkami i otwartymi wnękami oraz z wieży wtopionej w korpus. Wieża została wzniesiona na planie kwadratu i nakrywa ją dach namiotowy. Z przodu przez całą jej wysokość biegnie półkolista płycina z prostokątnym oknem w górnej części. Elewacje boczne oraz elewacja tylna przeprute są potrójnymi prostokątnymi oknami. Nawę nakrywa stromy dach dwuspadowy, natomiast przybudówki i wnęki nakrywają dachy jednospadowe. Wewnątrz nawa nakryta jest sklepieniem kolebkowym umieszczonym na podciągach żelbetowych. Polichromia wnętrza o charakterze dekoracyjno-ornamentalnym, została wykonana w 1955 roku przez Felicję Curyło, Felicję Kosiniak i Marię Wojtyłę - malarki ludowe ze wsi Zalipie.
W świątyni znajdują się trzy ołtarze z ok. 1958 r., a w nich rzeźby: w głównym Chrystus Frasobliwy, w bocznych Zwiastowanie i św. Józef, wykonał Jerzy Bandura. Wystrój całego kościoła oraz chrzcielnicę kamienną, ambonę żelbetową i inne sprzęty drewniane są projektu Zbigniewa Rzepeckiego. Płaskorzeźby drogi krzyżowej i tajemnic różańcowych wykonał Józef Janos. Kamienne figury św. Piotra i Pawła oraz płaskorzeźbę Matki Boskiej Bolesnej projektowali i wykonali Bogdana i Anatol Drwalowie.